# Sideroxylon anomalum
Sideroxylon anomalum là một loài thực vật thuộc họ Sapotaceae. Đây là loài đặc hữu của Cộng hòa Dominica.